# Battaglia di Jackson (Mississippi)
La battaglia di Jackson, combattuta nel maggio 1863, fu un episodio della campagna di Vicksburg della guerra di secessione americana durante la quale le forze nordiste del maggiore generale Ulysses S. Grant sconfissero l'esercito confederato di Joseph Eggleston Johnston, conquistando la città di Jackson.

## Contesto
L'armata di Grant in Mississippi puntava a conquistare la città-fortezza di Vicksburg ma il generale confederato John C. Pemberton, posto a difesa della città, chiese rinforzi a Richmond per bloccare e sconfiggere il più forte e numeroso esercito nemico.
Il 9 maggio 1863 il generale Johnston, superiore di Pemberton ed eroe della prima battaglia di Bull Run, ricevette un dispaccio dal Ministro della Guerra sudista che gli chiedeva di avanzare immediatamente verso il Mississippi e di prendere il comando delle forze sul campo.
Grant capì che non poteva assediare Vicksburg con il pericolo di un attacco da est e mandò due dei suoi tre corpi d'armata a distruggere lo snodo ferroviario di Jackson, impedendo ai confederati di far arrivare i rinforzi alle spalle di Grant.
Il 13 maggio Johnston arrivò a Jackson e venne a sapere che le due unità nordiste dell'Armata del Tennessee – la XV del maggiore generale William Tecumseh Sherman e la XVII del maggiore generale James B. McPherson stavano avanzando verso la città con lo scopo di tagliarla fuori dalle linee di comunicazione con Vicksburg, il principale porto fluviale sul Mississippi.
Le due unità nordiste avevano attraversato il fiume poco più a sud di Vicksburg e stavano avanzando verso Jackson con lo scopo di distruggere la linee ferroviaria.

## La battaglia
Johnston analizzò la situazione militare della cittadina e la giudicò indifendibile: decise di evacuare i civili e la guarnigione; dopo aver telegrafato Richmond ordinò alle sue truppe di allestire difese temporanee.
Dopo essersi consultato con il comandante delle forze sudiste nella città, il brigadiere generale John Gregg, Johnston scoprì di avere a disposizione solo 6.000 uomini per difendere la città il tempo necessario per completarne l'evacuazione. 
Verso le dieci del mattino del 14 maggio le unità nordiste raggiunsero Jackson. I sudisti riuscirono a resistere fino al primo pomeriggio quando Johnston informò Gregg che l'evacuazione era stata completata.

## Conseguenze
Le truppe nordiste entrarono a Jackson e diedero alle fiamme parte della città distruggendo la linea ferroviaria. Sherman nominò Joseph A. Mower governatore militare di Jackson.
Dopo essersi assicurato che lo snodo ferroviario fosse stato abbastanza compromesso Sherman lasciò la città a se stessa completamente abbandonandola.
La sconfitta a Jackson tagliò Vicksburg da ogni collegamento con il resto dell'esercito confederato: da qui in poi Pemberton dovette affrontare da solo Grant e con la presa della città il 4 luglio la Confederazione fu tagliata in due.